# React.js
React (cunoscută și sub numele de React.js sau ReactJS) este o bibliotecă JavaScript open-source pentru construirea de interfețe de utilizator. Este întreținută de Facebook și de o comunitate de dezvoltatori și companii individuale. React poate fi folosită ca bază pentru dezvoltarea aplicațiilor mobile cu o singură pagină sau mobile.